# Liste von Sendungen im HR-Fernsehen

Logo des HR-Fernsehens

Die Liste der Sendungen im HR-Fernsehen ist eine unvollständige Zusammenstellung von Sendungen, die im Dritten Fernsehprogramm HR-Fernsehen laufen.

## Derzeit ausgestrahlte Sendungen
- 1806 – Die Nürnberg Saga
- Alive and Kicking
- alle wetter!
- Alles Klara
- Archäologie erleben
- Das Barock-Experiment
- Bilder aus Hessen
- Brisant
- Brisant Classix
- Campervan-Roadtrip
- Der Camping-Check
- Comedy aus Hessen
- ARD Crime Time
- Dance around the world
- Deutschland im Kalten Krieg
- Dings vom Dach
- 3 nach 9
- Engel fragt
- Erlebnis Hessen
- Erlebnisreise
- Expedition in die Heimat
- Ein Fall für Annika Bengtzon
- Faszination Berge
- FineFoodStories
- Friso sucht die Freiheit
- Frühmorgens in …
- Gefragt – Gejagt
- Geld.Macht.Liebe
- Giraffe, Erdmännchen & Co.
- Hallo Hessen
- hauptsache kultur
- heimspiel!
- Henker und Richter
- herkules
- HERstory
- Hessen à la carte
- hessenschau
- Hirschhausens Quiz des Menschen
- Hope@Home
- Hotel Heidelberg
- Hubert und Staller
- In aller Freundschaft
- In aller Freundschaft – Die jungen Ärzte
- In aller Freundschaft – Die Krankenschwestern
- Jetzt mal Klartext!
- Klassik Matinee
- Klaus kocht vorm Haus
- Klein gegen Groß
- KlimaZeit
- Koch’s anders
- Kochstories
- Kölner Treff
- Legal Affairs
- Leo da Vinci
- maintower
- Max & Maestro
- Meine Ausbildung
- Mit dem Zug ...
- Mit Herz am Herd
- Mittendrin – Flughafen Frankfurt
- Morden im Norden
- MEX. das marktmagazin
- Nachtcafé
- NDR Talk Show
- Planet Wissen
- Quarks
- Querbeet
- Die Ratgeber
- Rosa Wölkchen
- Rote Rosen
- Rummel und Rübe
- Schätze der Welt
- Die Schöngrubers
- Sehen statt Hören
- 7 Tage …
- Sportschau
- Stadt – Land: Wie geht’s besser
- Sterben, wie ich will
- strassenstars
- Sturm der Liebe
- Tagesschau
- Tatort
- Team Hirschhausen!
- Techno House Deutschland
- Tierärztin Dr. Mertens
- Tobis Städtetrip
- Tobis Urlaubstrip
- Twin
- Unerschrocken! – Echte Heldinnen
- Ungewollt schwanger in Deutschland – Der Paragraf und ich
- Unser Baby – alles wird anders
- Unsere eigene Farm
- Verurteilt!
- Vorstadtweiber
- W wie Wissen
- Welt der Tiere
- Wildes Österreich
- You Shall Not Lie
- Zwischen den Zeilen

## Ehemals ausgestrahlte Sendungen
- Alles Wissen
- Flowmotion